# 18124 Ліперрі
18124 Ліперрі (18124 Leeperry) — астероїд головного поясу, відкритий 3 липня 2000 року.
Тіссеранів параметр щодо Юпітера — 3,546.